# System 2
System 2 [ˈsɪstəm tu], также упоминается как Macintosh System Software (версий 0.3 и 0.5) — проприетарная графическая операционная система, выпущенная американской компанией Apple в 1985 году. Преемница System 1, выпущенной в 1984 году, является второй по счету в линейке классической Mac OS. 
Важнейшим изменением этого выпуска является значительное увеличение производительности по сравнению с предыдущей версией. Файловый менеджер Finder получил различные улучшения и исправления ошибок. Команды Put Back и Close All были удалены, взамен добавлены New Folder, Print Catalogue, Use MiniFinder и Shut Down. При перетаскивании пиктограммы диска в корзину последний удалялся.
Спустя четыре месяца после выхода в сентябре того же года System 2 получила крупное обновление до версии 2.1, в котором появилась поддержка файловой системы HFS и жесткого диска Hard Disk 20.